# Catarina de Isemburgo
Catarina Sunnesdotter, também conhecida como Catarina de Isemburgo (em sueco: Katarina; 1215 — 1252) foi rainha consorte da Suécia como esposa de Érico XI. Enviuvou em 1250 sem ter descendentes. Sabe-se que doou um parte considerável de seus bens ao Convento de Gudhem, na província da Gotalândia Ocidental. Pode ter sido feita monja, pois faleceu no convento em 1252.

## Família
Era a filha mais velha do jarl Sune Folkesson e da princesa Helena, Filha de Suérquero.
Seus avós maternos eram Suérquero II da Suécia e Benedita da Suécia. Catarina descendia da Casa de Bialbo também conhecida como Casa de Folkung e  da Casa de Suérquero, as quais pertenciam à clãs gautas.
Seu pai, Sune Folkesson era Lorde de Isemburgo, legífero de Gotalândia Ocidental, e em algumas obras literárias é mencionado como tendo sido Conde dos Suecos. O pai de Sune era Folke Birgersson, Conde dos Suecos, morto em 1210 na Batalha de Gestilren. Os pais de Folke eram Birger, o Sorridente, também Conde dos Suecos e Brígida Haraldsdotter, rainha viúva de Magno II da Suécia. Uma de suas filhas com Birger era Ingegerda de Bjelbo, a segunda consorte do rei Suérquero II da Suécia.

## Rainha da Suécia
Érico XI da Suécia da Casa de Érico, filho de Érico X e Riquilda de Dinamarca, se tornou rei em 1222 após a morte de João I da Casa de Suérquero. Porém, o co-regente Canuto Holmgersson, depôs o rei após a Batalha de Olustra em 1229. Dessa forma, Érico foi forçado ao exílio de 1229 até o ano da morte do então Canuto II em 1234. Seu tempo em exílio foi passado na corte de seu tio Valdemar II da Dinamarca.
É dito que Érico era manco e gago, e de uma natureza bondosa. O casamento era uma forma pela qual o rei fortaleceria sua reivindicação ao trono, já que através de sua linhagem materna, Catarina possuía sangue real. Eles se casarem em 1244 em Fyrisängen perto de Upsália. Catarina recebeu um imenso dote, dito do tamanho de metade do reino.
Como consequência da vida isolada dedicada à religião que levava, Catarina e Érico provavelmente não tiveram nenhum filho conhecido. Por questão de falta de um herdeiro homem da Casa de Érico, com a morte do monarca em 1250, foi escolhido como seu sucessor real o seu sobrinho Valdemar, da Casa de Bialbo. Seu marido foi enterrado na Abadia de Varnhem, em Gotalândia Ocidental, o mesmo local de enterro de seu pai, Érico X.

## Viuvez
Com a morte de seu marido, Catarina passou a viver na Abadia de Gudhem, tendo doado seus dotes de rainha para alguns parentes e outras instituições religiosas. Sua irmã Benedita Sunnesdotter recebeu a cidade de Söderköping na Gotalândia Oriental. Em Gudhem, serviu como abadessa até a sua morte em 1252.